# تاوريس خيرسون

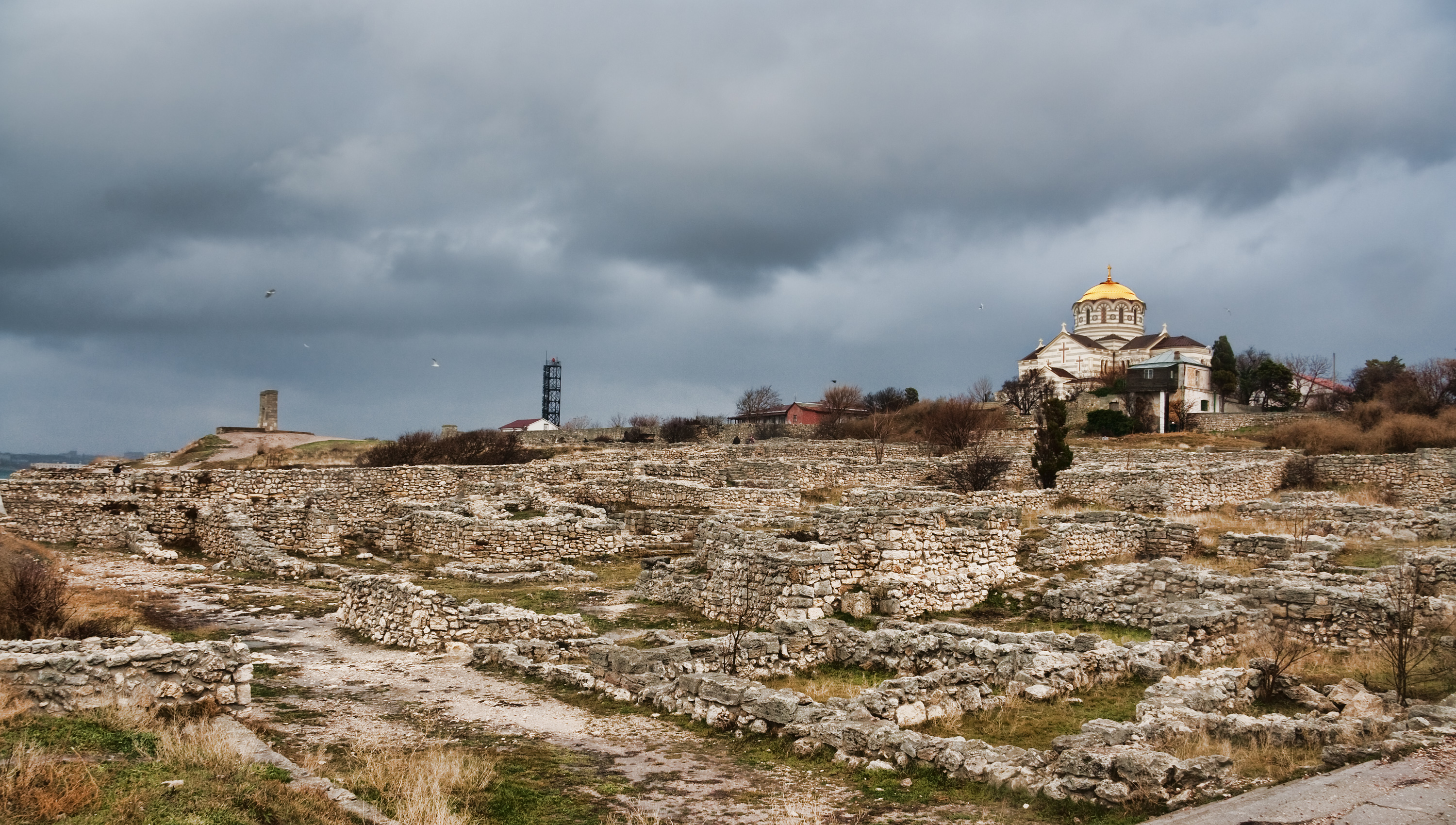

تاوريس خيرسون هي مستعمرة يونانية قديمة تأسست منذ ما يقرب من 2،500 سنة في الجزء الجنوبي الغربي من شبه جزيرة القرم في أوكرانيا، المعروف آنذاك باسم تاوريسا. أنشئت مستعمرة في القرن 6 قبل الميلاد على يد المستوطنين من إيراكليا بونتيكا.